# Szjarhej Aljakszandravics Vehcev
Szjarhej Aljakszandravics Vehcev (belaruszul: Сяргей Аляксандравіч Вехцеў; Szmolenszk, Szovjetunió, 1971. május 8. –) fehérorosz labdarúgócsatár, az Vicebszk vezetőedzője.